# Звіздар (фільм)
«Звіздар» — радянський трисерійний військово-драматичний фільм 1986 року, режисера Анатолія Тютюнника за мотивами роману Анатолія Марченка «Звіздарі». Вийшов на екрани у 1987 році.

## Сюжет
Радянська розвідниця Ярослава Соболєва, послана в Німеччину на початку 1930-х років під ім'ям Софі Вайнерт, отримує завдання розшукати і знищити новий вид бактеріологічної зброї. Для виконання завдання вона жертвує життям.

## У ролях
- Альбіна Матвєєва —  Ярослава Соболєва (Софі Вайнерт)
- Ігор Ледогоров —  Максим Соболєв
- Георгій Жжонов —  начальник розвідуправління
- Георгій Дрозд —  Старцев, майор
- Сергій Юрський —  Дітц
- Леонід Ярмольник —  Зоммер
- Ромуальдас Раманаускас — епізод
- Гедимінас Гірдвайніс —  Дітріх
- Олександр Вокач —  букинист
- Ігор Ліванов —  Курт Ротенберг
- Валентин Нікулін —  Лассвіц
- Ігор Богодух —  Людвіг фон Шверін
- Сергій Кошонін —  журналіст
- Олександр Франскевич-Лайє —  Ліхтенштейн, корветтен-капітан
- Світлана Акімова —  фройляйн Раушенбах

## Знімальна група
- Режисер — Анатолій Тютюнник
- Сценарист — Владислав Семернін
- Оператор — Юрій Маленький
- Композитор — Андрій Ешпай
- Художник — Олександр Токарєв